# 呂璋 (成化進士)
呂璋（1445年—？），字廷圭，河南開封府許州人，民籍，明朝政治人物。同進士出身。

## 生平
早年出身國子生，河南鄉試第五名。成化十四年（1478年）戊戌科會試第一百九十四名，殿試登進士第三甲第一百三十五名。授監察御史，弘治六年（1493年）三月升雲南按察司副使，丁憂歸。服闋，十一年八月復除浙江按察司副使。十四年十二月考察以才力不及調簡，調福建副使。十六年五月考察去職。

## 家族
曾祖父呂成。祖父呂凱。父亲呂安。母張氏。具慶下。兄珩。弟瓖。娶逯氏。